# Estádio da Ferrovia
Estádio da Ferrovia – wielofunkcyjny stadion w Huambo w Angoli, na którym rozgrywane są głównie mecze piłki nożnej. Jest stadionem domowym klubu Petróleos Atlético do Huambo ligi Girabola. Stadion mieści 4000 widzów.